# Buon dì/Piangere un po'/Tintarella di luna/La verità
Buon dì/Piangere un po'/Tintarella di luna/La verità è il terzo EP di Mina, pubblicato su vinile a 45 giri dall'etichetta discografica Italdisc nel 1959.

## Descrizione
Raccoglie 4 brani provenienti da altrettanti singoli, tutti già pubblicati nel 1959. Eccetto Piangere un po' , gli altri 3 brani sono cover inserite l'anno seguente anche nell'album di debutto dell'artista: Tintarella di luna.
L'elenco stampato sulla copertina ufficiale inverte i brani dei due lati presenti fisicamente sul supporto in vinile.
Tutte le tracce sono contenute nell'antologia su CD del 2010 Ritratto: I singoli Vol. 1, che raccoglie tutti i singoli della cantante pubblicati dagli esordi al 1964.
Le canzoni del lato A sono accompagnate dall'orchestra del maestro Giulio Libano.

## Tracce
Lato A
1. Buon dì (Alone (Why Must I Be Alone)) – 1:40 (testo: Nicola Salerno – musica: Morton Craft; edizioni musicali Edir)
2. Piangere un po' – 2:27 (testo: Leo Chiosso "Roxy Bob" – musica: Umberto Prous; edizioni musicali Peer)

Lato B
1. Tintarella di luna – 3:00 (testo: Franco Migliacci – musica: Bruno De Filippi; edizioni musicali Accordo) – con I Solitari
2. La verità – 2:06 (testo: Umberto Bertini – musica: Enzo Di Paola, Sandro Taccani; edizioni musicali Tiber)